# Јевросима
Монахиња Јевросима или Јелена „Лена” Мрњавчевић (према неким изворима Алена (или Аљена), стара ћирилица: ; умрла око 1388.), је историјска личност, супруга Вукашина Мрњавчевића, мајка Марка Краљевића и сестра бугарског властелина војводе Момчила. У српској народној поезији лик мајке Јевросиме је оличење морала, правичности и хришћанских вредности.